# Anleiheversicherer
Anleiheversicherer sind spezialisierte Versicherungsunternehmen, die Anleihen gegen ein Ausfallrisiko versichern. In den Vereinigten Staaten werden diese Unternehmen Monoliner (oder englisch Monoline Insurer) genannt.

## Allgemeines
Sie heißen Monoliner, weil sie ausschließlich die Versicherungsart der Anleiheversicherung (englisch bond insurance) betreiben und damit ein Einproduktunternehmen darstellen. Anleihen sind im Regelfall – bis auf Pfandbriefe – ungedeckt, so dass ihr Gläubiger (Anleger) dem Ausfallrisiko des Emittenten ausgesetzt ist. Dieses Emittentenrisiko kommt im Rating für diese Anleihen zum Ausdruck, so dass schlecht geratete Anleihen (Junk Bonds) durch institutionelle Anleger (wie Investmentfonds, speziell Rentenfonds, oder Versicherer) wegen gesetzlicher Vorschriften nicht erworben werden dürften. Zur Schließung dieser Marktlücke bieten die Anleiheversicherer dem Gläubiger eine Risikoüberwälzung in Form einer Garantie, die dem Gläubiger das Ausfallrisiko der Anleihe abnimmt.

## Geschäftsablauf
Die Anleiheversicherer decken den Anlegern ihr Gläubigerrisiko gegen Zahlung einer Versicherungsprämie. Die Anleiheversicherung besteht in einer Ausfallgarantie, die das Ausfallrisiko des Emittenten oder seiner Anleihe abdeckt. Im Versicherungsfall zahlt der Anleiheversicherer dem Versicherungsnehmer den Anleihebetrag nebst rückständiger Zinsen. Handelt es sich bei dem Versicherungsnehmer um Kreditinstitute, so dürfen diese das (bessere) Rating des Anleiheversicherers anstelle des (schlechteren) Ratings der Anleihe oder des Emittenten ihrem Risikogewicht zugrunde legen. Die Kreditinstitute dürfen den Anleiheversicherer zum finalen Haftungsträger deklarieren, weil er im Versicherungsfalle zahlen muss (Art. 114, 137 f. Kapitaladäquanzverordnung). Diese so genannte Bürgensubstitution führt beim Kreditinstitut dazu, dass die Anleihe mit ursprünglich höherem Risikogewicht durch das niedrigere Risikogewicht des Anleiheversicherers ersetzt werden darf (englisch Credit Enhancement). Auch bei Investmentfonds und Versicherern gibt es vergleichbare Regelungen. 
Versichert werden US-Landesanleihen (englisch state (government) bonds), Kommunalanleihen von US-Kommunen (englisch municipalities), aber auch Industrieanleihen (Corporate Bonds), Collateralized Bond Obligations, Commercial Mortgage Backed Securities und Subprime-Anleihen. Die versicherten Anleihen werden auch „umhüllte Anleihen“ (englisch wrapped bonds) genannt.

## US-Kommunen
Hoch verschuldete US-Kommunen erhalten über den US-Finanzausgleich keine überproportionalen staatlichen Transferleistungen, sondern müssen für die Verbesserung ihrer Finanzlage selbst sorgen (Subsidiaritätsgrundsatz). Gelingt dies nicht, hat der Gesetzgeber mit Chapter 9 eigens für kommunale Gliederungen (englisch municipalities) eine spezifische Konkursschutz-Variante vorgesehen. Hiernach müssen kommunale Gläubiger schlimmstenfalls innerhalb der Restrukturierung sogar mit einem Forderungsausfall rechnen, denn US-Kommunen sind – anders als deutsche Gemeinden – nicht insolvenzunfähig. Aus diesem Grunde gibt es die Möglichkeit, „Municipal Bonds“ einem Versicherungsschutz gegen Zahlungsverzug und Zahlungsausfall der Emittenten durch einen Monoliner zu unterwerfen. Zu diesem Zweck wurde 1974 eigens die Municipal Bond Investors Assurance Corporation gegründet. Garantiert ein Monoliner mit besserem Rating schlechter geratete „municipal bonds“, so erhalten diese im Rahmen der Bürgensubstitution das bessere Rating des Garanten.

## Markt
Der Versicherungsmarkt für Anleiheversicherungen ist nur in den USA von Bedeutung. Das liegt vor allem daran, dass unterhalb eines Bundesstaats angesiedelte Gliederungen in Insolvenz gehen können und dies das Erfordernis einer Anleiheversicherung erhöht.
Im Regelfall entspricht die Versicherungsprämie des Monoliners genau dem Credit Spread, also der Renditedifferenz zwischen einer mit Triple A gerateten Staatsanleihe und der versicherten Anleihe. 
Monoliner weisen einen hohen versicherungstechnischen Verschuldungsgrad ({\displaystyle {\frac {\text{Eigenkapital}}{\text{Fremdkapital}}}}) von 150 auf, die Eigenkapitalquote beträgt mithin lediglich 33 %. Diese Quote ist im Hinblick auf die geringe Risikodiversifizierung zu niedrig bemessen. Die trotzdem zunächst gut gerateten Monoliner wurden ab 2008 von den Ratingagenturen herabgestuft, was sich auf ihre Ausfallgarantien negativ auswirkte. Das einseitige Geschäft führt zu hohen Systemrisiken, weil Monoliner in eine Unternehmenskrise geraten können, wenn viele kommunale Anleiheemittenten einen Versicherungsfall auslösen. Folge kann ein enormer Verkaufsdruck von US-Anleihen sein.
Diese Thematik hat im Zuge der Subprime-Krise 2007 angesichts der Unruhen am Markt für Municipal Bonds, die zu den öffentlichen Anleihen gehören, in den USA heftige politische Diskussionen ausgelöst. Während öffentlich-rechtliche Schuldner durch die Ratingagenturen, wie im Falle des Gliedstaats Kalifornien, nur mit einem A-Rating bewertet wurden, wurden die beiden größten Anleiheversicherer MBIA und Ambac trotz ihrer finanziellen Schieflage weiterhin mit der Bestnote AAA bewertet. Hierbei wandten die Ratingagenturen für die Bewertung der Gebietskörperschaften und öffentlich-rechtlichen Institutionen ohne triftige Gründe andere Kriterien an als bei Unternehmen. Dieses Absurdum, bei dem sich die Municipals bei den finanziell schwer angeschlagenen Anleiheversicherer auf AAA "hochversichern" müssen, führte zu einem Ultimatum eines Kongressausschusses an die Ratingagenturen, um die nötigen Korrekturen vorzunehmen. Die Agentur Moody’s gab in einer Studie dabei zu, dass bei der Anwendung gleicher Kriterien tatsächlich alle US-Gliedstaaten außer Louisiana die Bestnote AAA erhalten würden. Diese beiden Anleiheversicherer wurden am 5. Juni 2008 in ihrer Bonität von Standard & Poor’s auf AA heruntergestuft. Hiermit verloren sie einen großen Teil ihres Geschäftsfeldes, nämlich die Versicherung von Municipal Bonds. Nouriel Roubini von der Stern School of Business schätzte, dass hierdurch bei Gegenparteien Verluste von ca. 150 Mrd. US-$ angefallen sind, da die besicherten Wertpapiere nun nicht mehr in der AAA-Kategorie verbleiben konnten.
Größter Anleiheversicherer ist MBIA, zweitgrößter Anbieter ist Ambac Financial Group, danach folgt Financial Guaranty Insurance (FGIC).